# Musique folk
Ne doit pas être confondu avec Musique folklorique.
 (novembre 2008).
Si vous disposez d'ouvrages ou d'articles de référence ou si vous connaissez des sites web de qualité traitant du thème abordé ici, merci de compléter l'article en donnant les références utiles à sa vérifiabilité et en les liant à la section « Notes et références ».
Sous-genres
Folk progressive, bluegrass, nerd-folk
Genres dérivés
Skiffle, enka, pop, rock progressif
Genres associés
Pop,soul, pop folk, electric folk, folk metal, folk rock, néofolk, anti-folk, folk blues, punk folk, jazz folk, folk baroque
La musique folk regroupe différents genres musicaux ayant émergé au début du XXe siècle, associés à la musique traditionnelle.
D'origine américaine, le terme « folk » désigne la musique populaire traditionnelle. Au milieu du XXe siècle, considérée comme étant un sous-genre de la soul, la musique folk traditionnelle évolue vers une forme plus populaire. Ce procédé atteint son pic de popularité dans les années 1960. Cette nouvelle forme de musique est appelée « musique folk contemporaine » ou « folk revival music » en anglais. Ce type de folk implique également des genres fusion comme le folk rock, l'electric folk, et autres.

## Histoire
Depuis les années 1990, la renaissance musicale concernant des pays en voie de développement, ainsi que la multiplication des échanges culturels et l'engouement du public pour des musiques autochtones authentiques, à la recherche de leurs racines, a pris le nom de musiques du monde (ou world music en anglais). Mais on peut voir les prémices de ce mouvement dès les années 1950 et 1960 dans les échanges culturels entre l'Europe, les Amériques du Nord, du Centre et du Sud, et l'Afrique.
En témoignent par exemple l'arrivée d'instruments autochtones des Andes comme la quena et le charango à Paris dans les années 1950, avec la création de groupes comme Los Incas en 1956, et Achalay en 1958, qui ont popularisé et donné plus tard une renommée mondiale au célèbre thème péruvien El cóndor pasa avec le duo folk américain Simon and Garfunkel. En témoigne aussi en 1961 la tournée européenne et l'installation à Paris pour trois ans de Violeta Parra chanteuse, autrice-compositrice, ethnomusicologue et artiste chilienne, avec ses enfants eux aussi musiciens et chanteurs : Isábel et Ángel Parra. Elle était encore à cette époque la compagne de l'anthropologue et musicien suisse Gilbert Favre, qui sera en 1966 l'un des fondateurs du célèbre groupe Los Jairas, chef de file du mouvement « néo-folklore » bolivien. Cette imprégnation de musique andine, à la fois traditionnelle et renouvelée par des mouvements comme l'Alto-folklore andin ou le Neo folklore bolivien, ou la Nueva canción chilena (nouvelle chanson chilienne), se verra confirmée dans les années 1970 lors de la venue en France et en Europe d'artistes chiliens réfugiés après le coup d'état du général Pinochet, comme les groupes Quilapayún ou Inti Illimani.

## Amérique du Nord

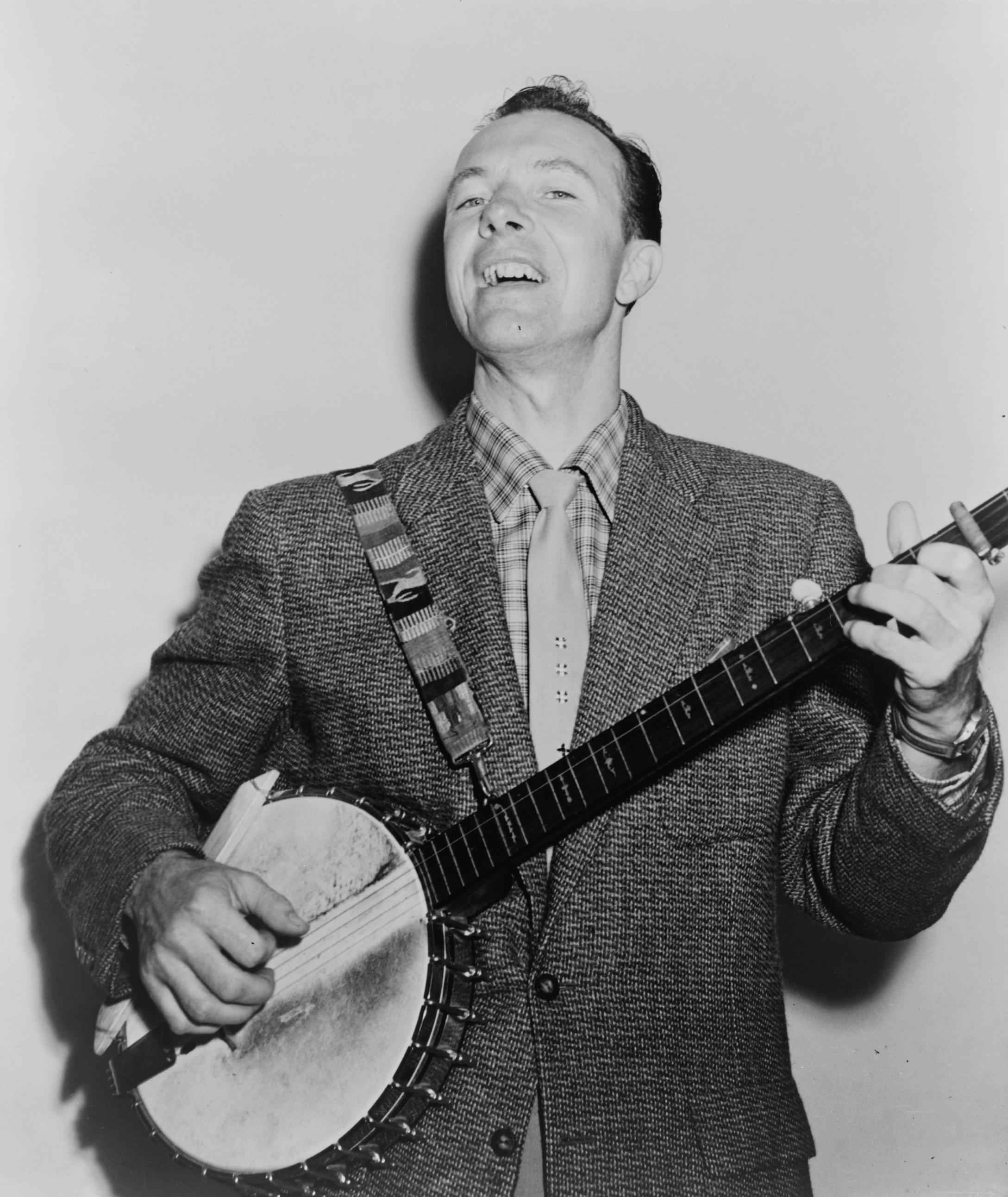
Pete Seeger est un musicien folk américain (1955).

La « folk music » désignait d'abord dans les pays de langue anglaise la musique populaire traditionnelle. Le mot anglais « folk », remis en usage par les romantiques, désigne les gens du peuple. Il a la même origine que l’allemand « Volk » qui a le sens plus large de « nation ». Il est donc possible de le traduire par « populaire ». Cependant, depuis le milieu du XXe siècle, les caractéristiques de la musique populaire ont changé : on parle désormais de musique pop, réservant le terme « folk » aux musiques populaires de tradition orale.
Aux États-Unis, les musiciens folk sont les gardiens d'une tradition musicale, parolière et historique, d'une Amérique de pionniers, bâtisseurs et voyageurs. Parmi eux : Woodie Guthrie (qui a écrit, avec This Land Is Your Land (1941), un des grands hymnes de la génération pacifiste), Doc Watson (même si sa musique est plutôt considérée comme du bluegrass à l'image de l'herbe vert foncé du Kentucky), et bien d'autres. Le mouvement « folk revival », souvent chant de protestation, est l’expression d'un mouvement militant pour les droits de l’homme, la paix et la justice sociale. Pendant sa renaissance dans les années 1960, le « folksong » devient une expression musicale plus variée, influencée par l'esprit rebelle du rock 'n' roll, mais toujours d’inspiration contestataire, et se développe tout en gardant les mêmes instruments acoustiques et les mêmes textes poétiques plus proches de la réalité. Les grands noms de cette époque sont Joan Baez, Bob Dylan, Leonard Cohen, Phil Ochs et Pete Seeger. Les chansons traditionnelles décrivent souvent des paysages, des routes, la dureté de la vie d'ouvrier itinérant qu'on appelait (parfois péjorativement) « hobo », avec, parfois, une admiration pour les œuvres que les hommes bâtissaient de leurs mains (le barrage Hoover, les lignes de chemin de fer, entre autres). La génération des musiciens folk de la seconde moitié du XXe siècle sera beaucoup inspirée par les beatniks et certains écrivains comme Jack Kerouac et son roman mythique du voyage : Sur la route (1957).
Au Canada, la musique folk conserve toute son ampleur, notamment dans les prairies de l'Ouest, traditionnellement marquées par l'esprit rural sous influence country. L'histoire des pionniers, plus récente que dans l'Est, est encore très présente dans les esprits. De tels événements attirent désormais un public très diversifié. On peut constater la vitalité de ce genre au cours d'événements marquants comme le Winnipeg Folk's Festival qui, depuis 1973, marque au Manitoba la pérennité de ce genre et attire un public éclectique venu de tout le continent.

## Europe

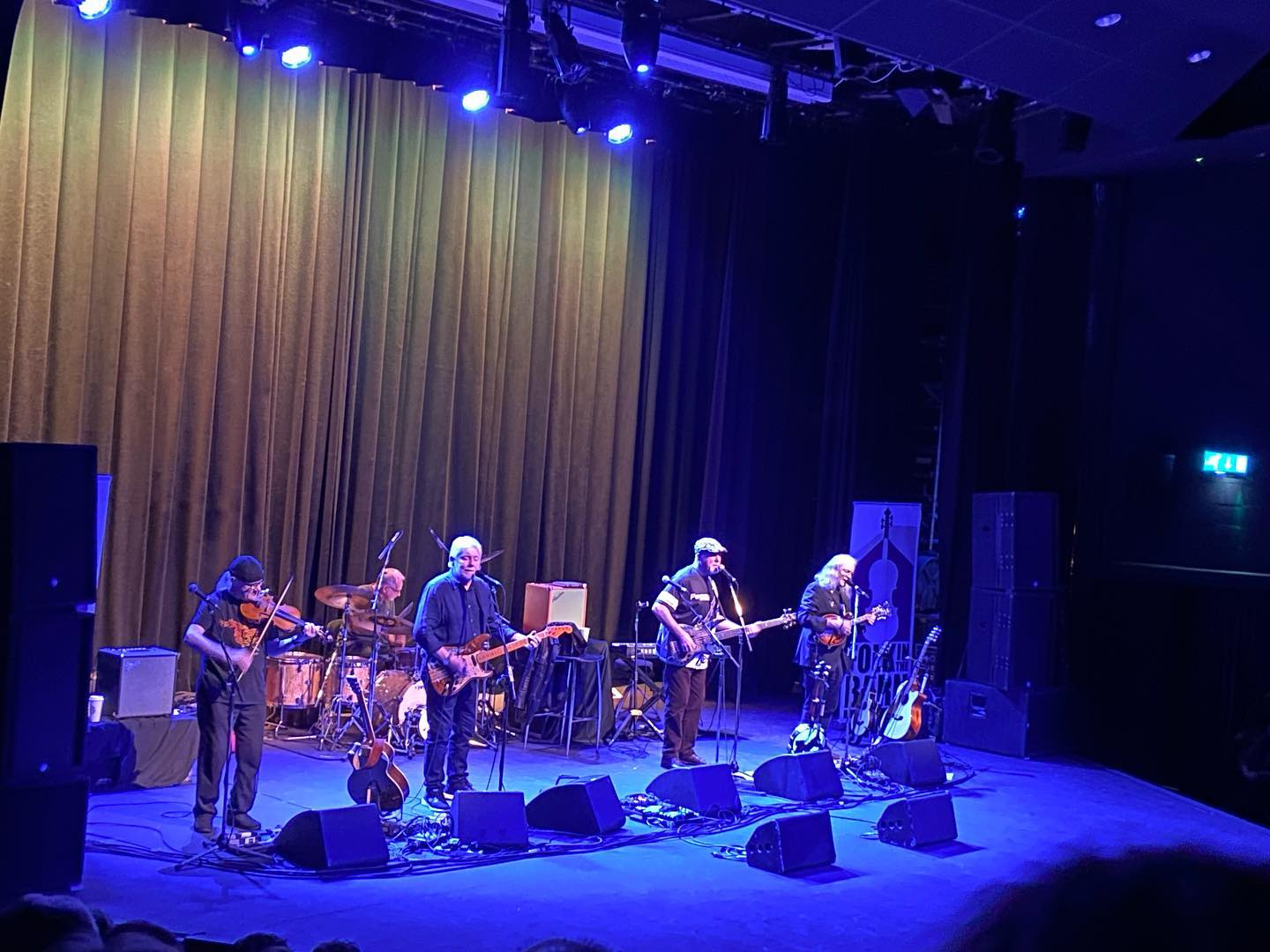
Fairport Convention, 2023.

### Mouvement folk en France
On a coutume de faire débuter le mouvement folk en France, à Paris, en 1964 lors du premier Hootenanny à l’American Center, organisé par Lionel Rocheman. Parmi ceux qui ont débuté ou séjourné aux Hootenannies on peut retenir : Alan Stivell, Graeme Allwright, Marcel Dadi (guitariste de picking), Art Rosenbaum (banjoiste old-time), Claude Lemesle, Steve Waring, Roger Mason, Joel Cohen, Lamine Konté, Chris, Hervé Cristiani, Chic Streetman, Jean-Jacques Milteau, Laurent Petitgirard, René Zosso, Julos Beaucarne. Le Hootenanny de 1964 est le point de départ du mouvement folk en France.
Dès lors, tout va aller très vite : John Wright, jeune musicien anglais fraîchement débarqué à Paris, va organiser avec Catherine Perrier les premières rencontres de ce qu’on appellera les folkeux, d’abord à l’American Center, puis au folk-club Le Bourdon. D’autres clubs vont surgir, tels La vieille herbe, ou La Chanterelle à Lyon…
Le mouvement folk est dans ces années-là aussi bien un mouvement musical (toute une génération redécouvre son patrimoine régional authentique) qu’un mouvement social, et même politique à partir de l'onde de choc de mai 68 : la participation, la démocratisation des modes d’expression ou encore l’autogestion de manifestations culturelles inscrivent ce mouvement en totale opposition au système ambiant du show business. Dès le milieu des années 1960, Alan Stivell, à l'instar de Horslips en Irlande, de Fairport Convention et Steeleye Span en Angleterre, ajoute aux instruments traditionnels des éléments venus du rock : guitare électrique, basse, batterie et synthétiseur. Très rapidement dans les années 1970, d'autres groupes suivent cette démarche. On parle alors de folk rock. Des groupes comme Machin ont intégré à leurs compositions des structures beaucoup moins linéaires que celles de la musique traditionnelle. Inspiré du courant rock progressif, on les catégorise alors en folk-rock progressif.
Par extension, est qualifiée de « folk » la musique de groupes français apparus dans les années 1970 comme Malicorne, Maluzerne, Mélusine, Tri Yann ou Alan Stivell. On parle alors de folk revival (le terme de revivalisme peut être employé, mais reviviscence serait mieux approprié) ; il en a été de même dans d’autres pays européens. Le terme désigne alors une musique reprenant des chansons traditionnelles ou utilisant des instruments traditionnels (violon, cornemuse, vielle à roue…) dans des compositions originales, mais dans un style traditionnel. Dans les années 1980, on note un fort développement de la musique bretonne, et le terme « musique folk » en vient à désigner les musiques d’inspiration traditionnelle, par exemple pour les albums de Marie Courcelle et Cisco Herzhaft. Aujourd'hui encore, des bals folk, et des fest-noz, sont organisés régulièrement partout en France et ailleurs ; soirées ou après-midis où tout le public est amené à danser jusqu'au bout de la nuit dans une ambiance festive et chaleureuse. Plusieurs titres de presse sont entièrement consacrés à la musique folk et au songwriting[Quoi ?].

### Évolutions
Le métissage musical fut apporté en France dans les années 1960 par Hugues Aufray, dans le sillage de l'efflorescence extraordinaire de la musique latine et de la musique andine à Paris dans les années 1950 et 1960 (cabaret L'Escale au Quartier Latin le bien nommé, avec des groupes comme Los Incas, Los Guaranis, Los Chacos, Achalay, Los Calchakis, Los Machucambos, etc.). Hugues Aufray a en effet proposé des interprétations attachées à d'autres folklores que le folk américain d'Amérique du Nord, et parallèlement à ses nombreuses transpositions des chansons de Bob Dylan (appréciées par leur auteur original lui-même, d'ailleurs). Les influences des musiques traditionnelles latines, andines, et sud-américaines en général, sont nombreuses dans son répertoire. Exemples : Des jonquilles aux derniers lilas qui vient du thème Paloma Hirpastay originaire de Bolivie ; ou Le Rossignol anglais tiré de Los Garceros qui est un Joropo vénézuélien d’où vient le fameux couplet chanté en espagnol ; ou encore L’épervier traduit directement de El gavilán un pasajo vénézuélien.
On peut citer aussi le succès de Gilles Dreu en 1968, Alouette, qui est une transposition libre par Pierre Delanoë de l'air La peregrinación, parfois intitulé « A la Huella », qui est une huella pampeana (genre traditionnel argentin de la Pampa), dont l’original est extrait de la messe La Navidad Nuestra de l'Argentin Ariel Ramírez, le fameux compositeur de la Misa Criolla.
Pour les métissages, Alan Stivell a lui aussi beaucoup marqué les publics comme les musiciens et continue à le faire, car le mélange d'instruments variés (y compris électrifiés) de genres musicaux et de techniques, la collaboration avec des artistes internationaux de toutes origines, ont été dès le début des années 1960 à la base de sa démarche, en plus du retour aux sources que représente son travail de résurrection de la Harpe celtique commencé par son père Georges (Jorg) Cochevelou.
À partir du début des années 1980, une poignée d'artistes issus de la scène industrielle ont tenté de créer une nouvelle musique folk européenne. Ce courant nommé néofolk est très influencé par le mouvement folk anglo-saxon, mais s'intéresse à la culture et l'histoire de l'Europe, mêlant des thèmes tant paganistes que romantiques et occultes. Dans les années 1990, des groupes de metal ont métissé leur musique, utilisant des instruments, mélodies et textes traditionnels. Ce courant est appelé folk metal ou metal-folk. Au XXIe siècle, le terme musique trad désigne des groupes de musique traditionnelle ou d'inspiration traditionnelle, dont le répertoire est orienté vers les danses traditionnelles.

## Afrique du Nord

### Mouvement folk en Kabylie

#### Un renouveau de la tradition musicale en Kabylie
Le folk kabyle plonge ses racines dans l’achewiq, forme traditionnelle de chant kabyle qui exprime des sentiments mêlant joie, deuil et joutes poétiques. Ce patrimoine oral, transmis de génération en génération, constitue la base sur laquelle s’est développé, depuis les années 1970, un mouvement de renouveau musical mêlant authenticité et modernité.
Historiquement, la musique kabyle traditionnelle reposait sur des formes vocales dépourvues d’accompagnement instrumental, ce qui permettait à l’expression poétique de prendre le devant de la scène. Au fil du temps, l’inscription d’éléments extérieurs – notamment l’influence des musiques occidentales lors du renouveau folk mondial – a conduit à une modernisation du répertoire. Dans ce contexte, des artistes tels qu’Idir, dont le tube international « A Vava Inouva » a su réintroduire les sonorités ancestrales à un public mondial, ont joué un rôle déterminant en fusionnant les codes de la tradition avec des instruments modernes (guitare acoustique, synthétiseur, etc.).

#### Un mouvement identitaire et contestataire
Le mouvement folk en Kabylie ne s’est pas limité à une simple modernisation esthétique. Il s’inscrit également dans une démarche de revendication identitaire et politique. Dans un contexte marqué par les politiques d’arabisation et les luttes pour la reconnaissance de la langue et de la culture berbère, de nombreux chanteurs et groupes – parfois issus de la scène contestataire – ont fait de leur art un moyen d’exprimer la fierté et la singularité kabyle. Des formations telles qu’Ideflawen ou les Abranis, en intégrant des instruments modernes comme la guitare folk et le piano, ont ainsi contribué à renouveler l’expressivité du répertoire tout en restant fidèles aux thèmes et aux symboles de leur héritage.

#### Diversité et évolution contemporaine
Aujourd’hui, la scène folk kabyle est particulièrement diversifiée. Outre les artistes contestataires et les interprètes de musique purement traditionnelle, on observe aussi l’émergence de styles hybrides qui mêlent folk, pop, voire rap, sans renier pour autant l’empreinte des racines kabyles. Ce métissage permet de toucher un public plus large, aussi bien au sein des communautés berbérophones qu’au-delà des zones d’expression traditionnelle, et de faire perdurer un patrimoine musical en constante évolution.

## Caractéristiques

### Amérique du Nord
La folk music d'outre atlantique se joue strictement avec des instruments acoustiques, qui sont considérés comme des instruments populaires parce qu'ils étaient confectionnés à leurs origines par des gens simples, et aussi parce qu'il est possible de les porter comme faisaient jadis les pionniers. On donne l'exemple des instruments utilisés dans la musique folk américaine : une guitare, un banjo, une mandoline et un harmonica mais aussi le bouzouki. Aujourd'hui, Taylor Swift est aussi devenue une ambassadrice de la musique folk notamment avec son album folklore.

### Europe
En Europe, la musique folk du continent (ie. collectée auprès des anciens) suit la même démarche, mais les instruments sont différents. Violon, tin whistle, cornemuse, et vielle à roue. Plus tard, l'accordéon, venu d'Italie, remplacera la cornemuse, et sera à l'origine du style musette.
On y adjoint aussi d'autres instruments populaires tels que le piano, la flûte à bec ou le violoncelle.

### Afrique du Nord
La musique folk en Afrique du Nord s'est enrichie au fil du temps grâce à une dimension instrumentale qui prend racine dans la tradition berbère. Les artistes ont intégré les instruments qui donnaient vie et rythme à leur expression poétique tels que le mandole, la flûte traditionnelle et divers instruments de percussion (derbuka, abendayer) aux cotés d'instruments occidentaux.